# HD28204
HD28204 — хімічно пекулярна зоря спектрального класу A6, що має видиму зоряну величину в смузі V приблизно  5,9.
Вона  розташована на відстані близько 373,2 світлових років від Сонця.

## Фізичні характеристики
Зоря HD28204 обертається 
порівняно повільно 
навколо своєї осі. Проєкція її екваторіальної швидкості на промінь зору становить  Vsin(i)= 31км/сек.